# Grimmwelt Kassel

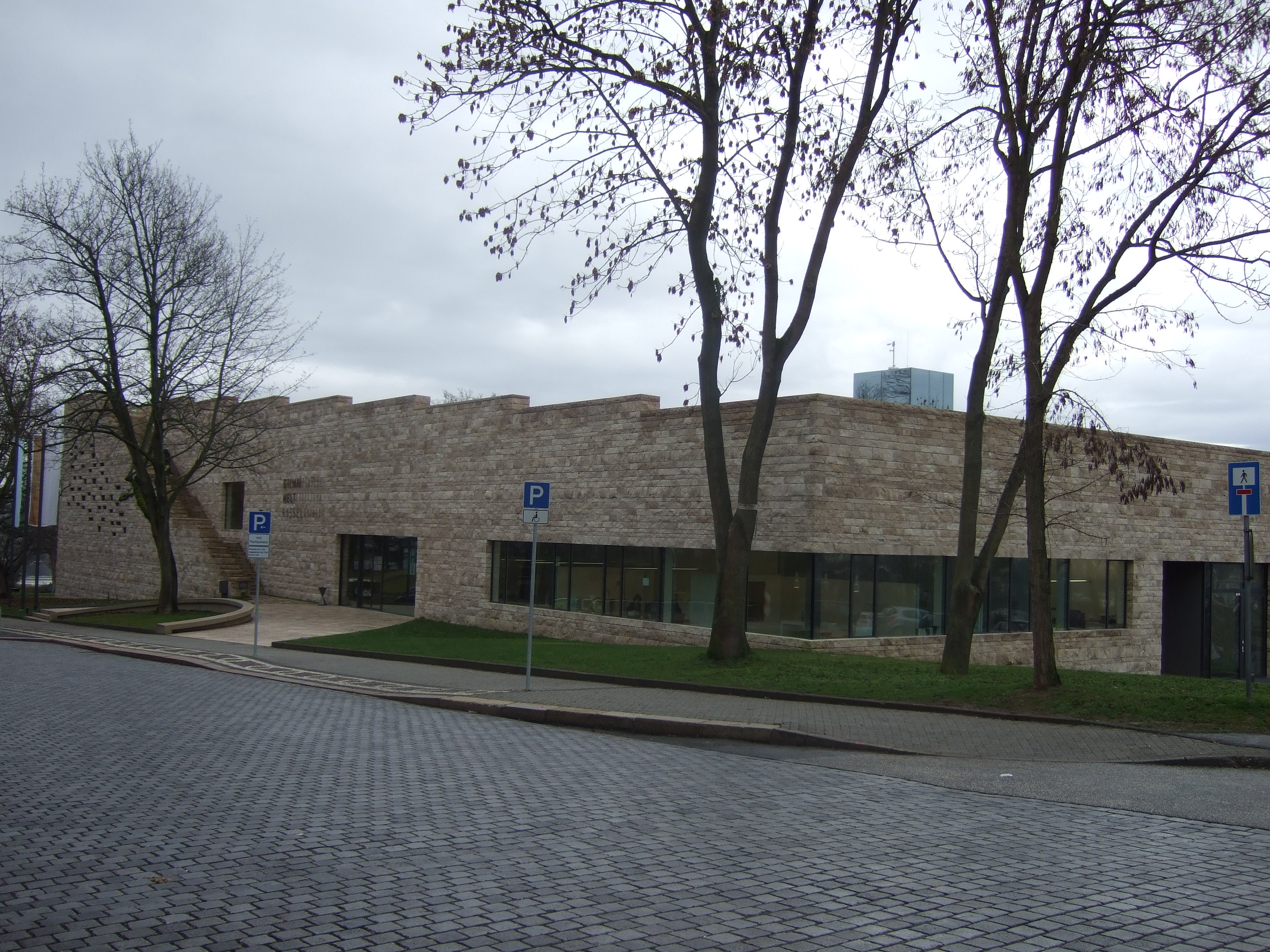
Außenansicht der Grimmwelt

Die Grimmwelt Kassel (Eigenschreibweise: GRIMMWELT Kassel) ist ein Ausstellungshaus zu den Werken, zum Wirken und zum Leben der Brüder Grimm.
Das Ausstellungshaus bietet interaktive Präsentationen zum Deutschen Wörterbuch, zu den Kinder- und Hausmärchen sowie zum Leben von Jacob und Wilhelm Grimm. Es ist in 25 Bereiche aufgeteilt, die mit Wörtern aus dem Deutschen Wörterbuch benannt sind. Zusätzlich zeigt die Grimmwelt wechselnde Sonderausstellungen.

## Geschichte

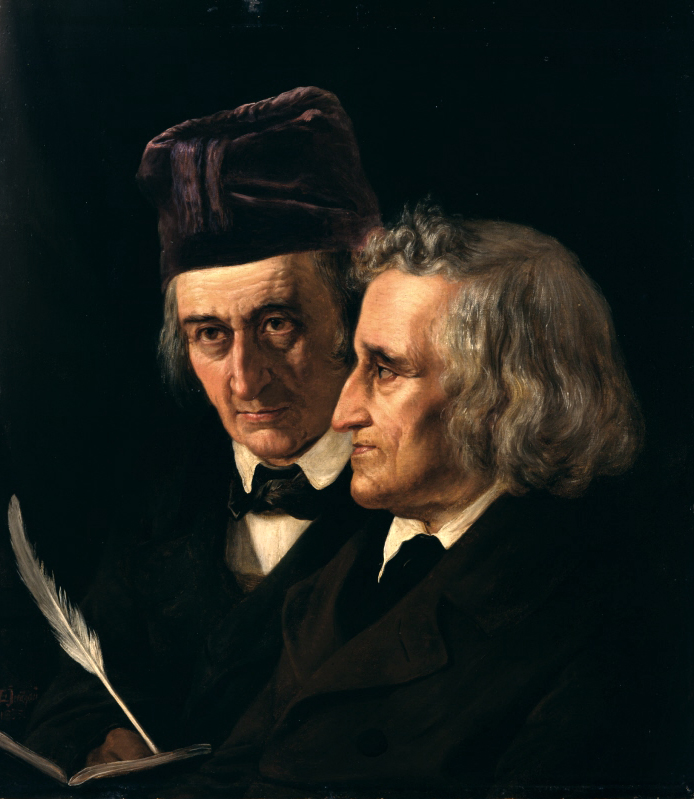
Die Brüder Grimm 1855

Das alte Brüder Grimm-Museum befand sich bis Ende Oktober 2014 im Palais Bellevue in Kassel und war verwaltungstechnisch nicht als Museumsgebäude definiert. Um die an verschiedenen Standorten eingelagerten Exponate dem Publikum zugänglich zu machen, wäre ein grundsätzlicher Um- und Ausbau des Palais notwendig gewesen. Dies hätte die mit vielfältigen Auflagen verbundene vorausgehende Festlegung des Nutzungszwecks als Museum erfordert, wie etwa der Ein- oder Anbau eines zweiten Treppenhauses mit Fahrstuhl und behindertengerechtem Zugang sowie weitere Eingriffe in die historische Bausubstanz des einzigen auch im Innern noch weitgehend erhaltenen ehemaligen Stadtschlosses des landgräflichen/kurfürstlichen Hauses Hessen-Kassel.
Aus diesen Gründen beschloss die Stadt Kassel einen Neubau auf dem oberen Weinberg, nahe dem Hessischen Landesmuseum und dem Museum für Sepulkralkultur. 2011 schrieb die Stadt Kassel einen Architektenwettbewerb aus, den das Aachener Architektenbüro kadawittfeldarchitektur gewann. Somit wurde im Januar 2012 das Gebäudedesign des Neubaus festgelegt und das Baugenehmigungsverfahren eingeleitet. Der erste Spatenstich erfolgte am 21. August 2013, und am 3. September 2013 begann man mit den Bauarbeiten.

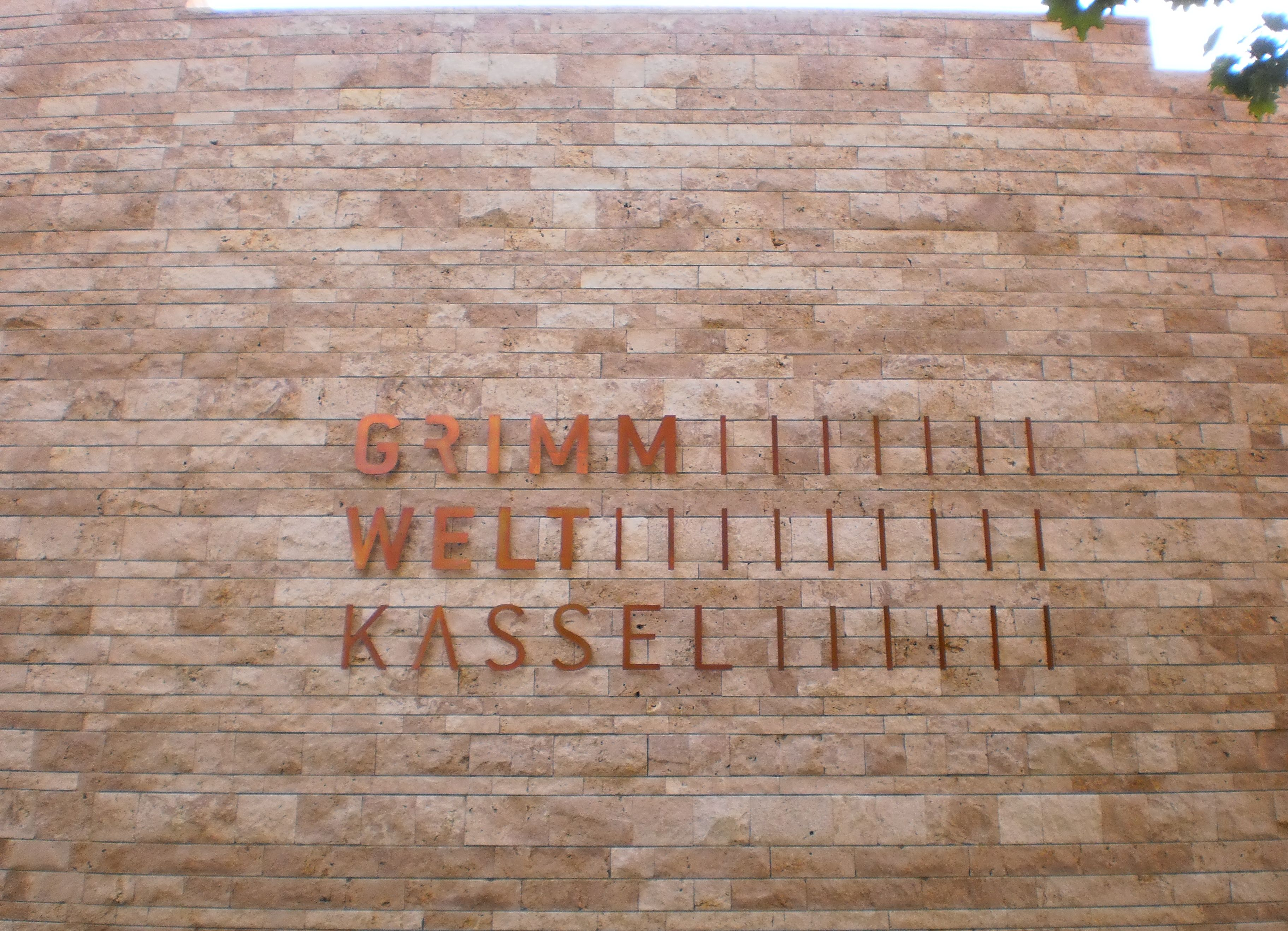
Logo auf der Fassade der Grimmwelt

Kurz darauf rief Kassels Oberbürgermeister Bertram Hilgen die Bürger der Stadt auf, Namensvorschläge für das neue Grimm-Museum zu machen. Es wurden 270 Vorschläge eingereicht, über die im Oktober 2013 abgestimmt wurde. Die Jury gab am 22. Oktober bekannt, dass der Neubau „Grimm-Welt Kassel“ heißen soll, woraufhin der Logo-Entwurf des Frankfurter Büros Heine/Lenz/Zizka mit der Aufschrift „GRIMM WELT KASSEL“ am 26. Februar 2014 der Öffentlichkeit vorgestellt wurde.
Während der laufenden Bauarbeiten wurden im Frühjahr 2014 archäologische Funde ausgegraben, darunter eine Geflügelschere, Schalen und vergoldete Gläser. 450 einzelne Teile wurden zu insgesamt rund 180 Ausstellungsstücken zusammengesetzt. Die Haushaltsutensilien aus dem Besitz der Familie Henschel stammen aus der Zeit um 1945 aus der kleinen Henschel-Villa auf dem Weinberg, die im Zweiten Weltkrieg zerstört wurde.
Zum Richtfest im Juni 2014 nahm die Grimmwelt noch als Baustelle an der Kasseler Museumsnacht teil. Noch während der Außenbaumaßnahmen des Gebäudes 2014 gestaltete die Firma Holzer Kobler Architekturen die Museumsräume nach der Ausstellungskonzeption des Schweizer Büros hürlimann + lepp Ausstellungen.
Die mit 20 Millionen Euro Baukosten veranschlagte und auch mit dieser Summe realisierte Grimmwelt wurde am 4. September 2015 nach zwei Jahren Bauzeit eröffnet. Geschäftsführerin wurde die aus Dresden stammende Museumsmanagerin Susanne Völker, die auch die gesamte Entwicklungs- und Bauzeit maßgeblich begleitet hatte.
Am Eröffnungswochenende (Freitag, 4. bis Sonntag, 6. September 2015) besuchten 15.000 Menschen das Ausstellungshaus Grimmwelt. Damit war bereits ein knappes Fünftel der Besucherzahl erreicht, die im Vorfeld von Oberbürgermeister Bertram Hilgen mit 80.000 Besuchern pro Jahr anvisiert worden war. Rund ein Jahr nach der Eröffnung hatten bereits über 150.000 Menschen die Grimmwelt besucht. Etwa die Hälfte der Gäste kam aus Kassel und der Region, rund ein Viertel aus dem restlichen Bundesgebiet und ein weiteres Viertel aus dem Ausland. 2017 war die Grimmwelt einer der Spielorte der documenta 14.

## Ausstellungshaus
Das Gebäude, das ausdrücklich nicht als Museum, sondern als „Ausstellungshaus“ bezeichnet wird, hat eine Gesamtnutzfläche von rund 4.000 m², die sich auf fünf Geschosse verteilen. Die Ausstellungsfläche umfasst 1.600 m². Für das Foyer, den Shop und den Servicebereich stehen 250 m² zur Verfügung, für die Ausstellungspädagogik 65 m². Das frei begehbare Dach hat eine Fläche von 2.000 m². Dem Foyer angeschlossen und ebenfalls frei zugänglich befindet sich auf 175 m² Fläche das Café-Restaurant Falada, das nach einer Figur des Grimm’schen Märchens Die Gänsemagd benannt ist.
Die Grimmwelt-Ausstellungsflächen befinden sich in den beiden Untergeschossen. Foyer, Shop, Restaurant und Funktionsräume liegen im Erdgeschoss und die Sonderausstellung mit wechselnden Themen im Obergeschoss. Die Dachterrasse ist über zwei Freitreppen auf der Vorder- und Rückseite des Gebäudes oder mit einem Fahrstuhl vom Foyer aus zu erreichen.

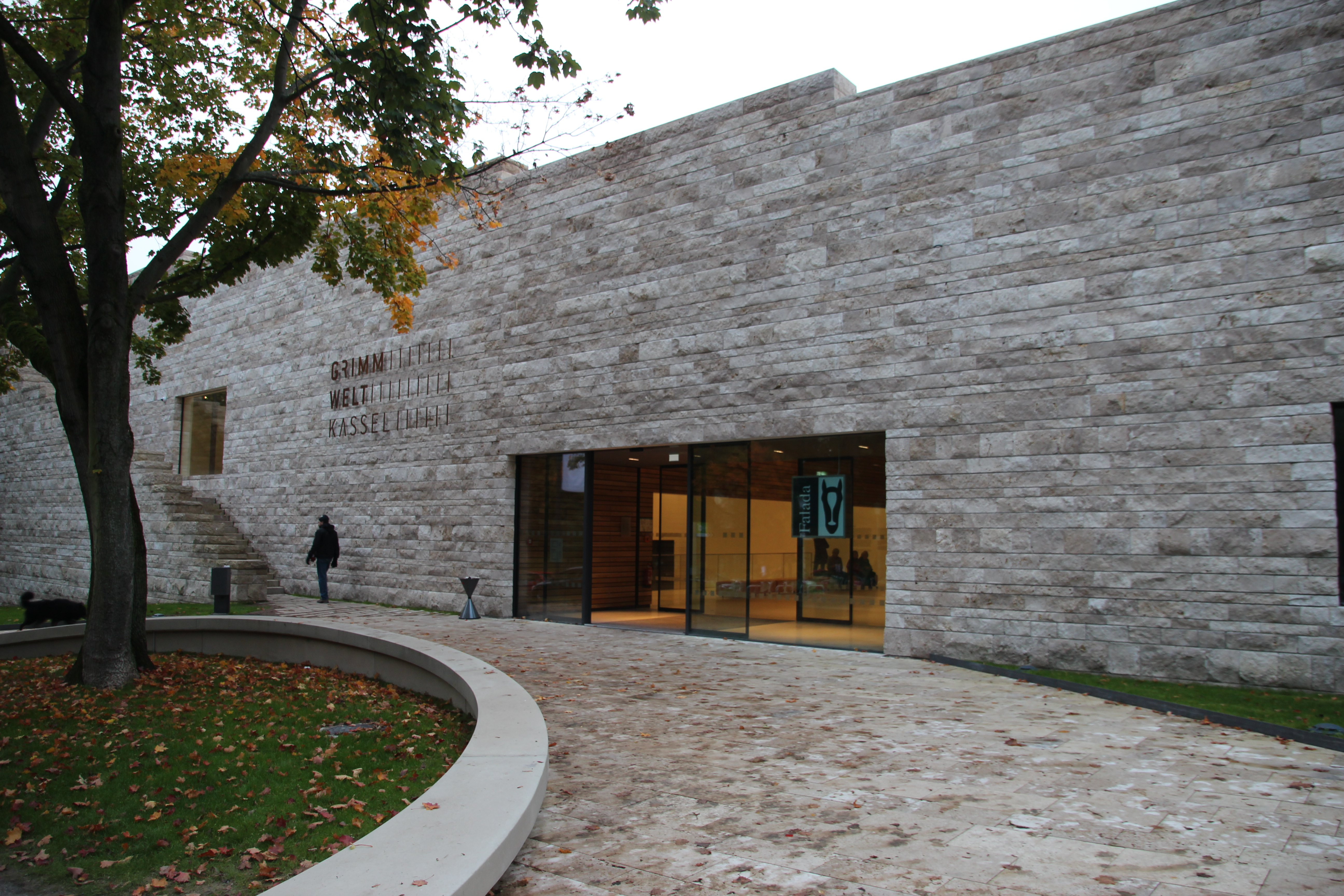
Eingang der Grimmwelt
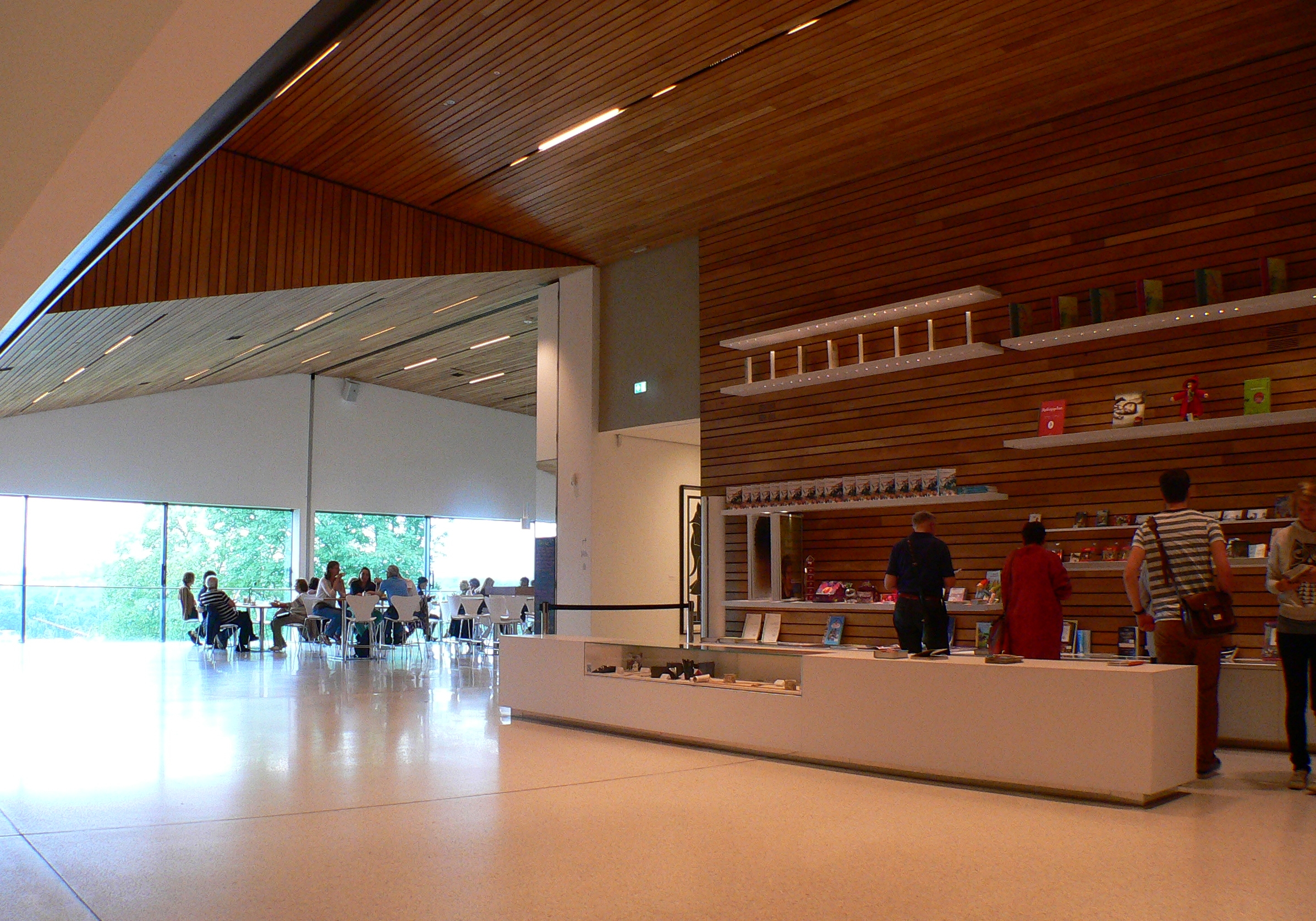
Foyer und Café
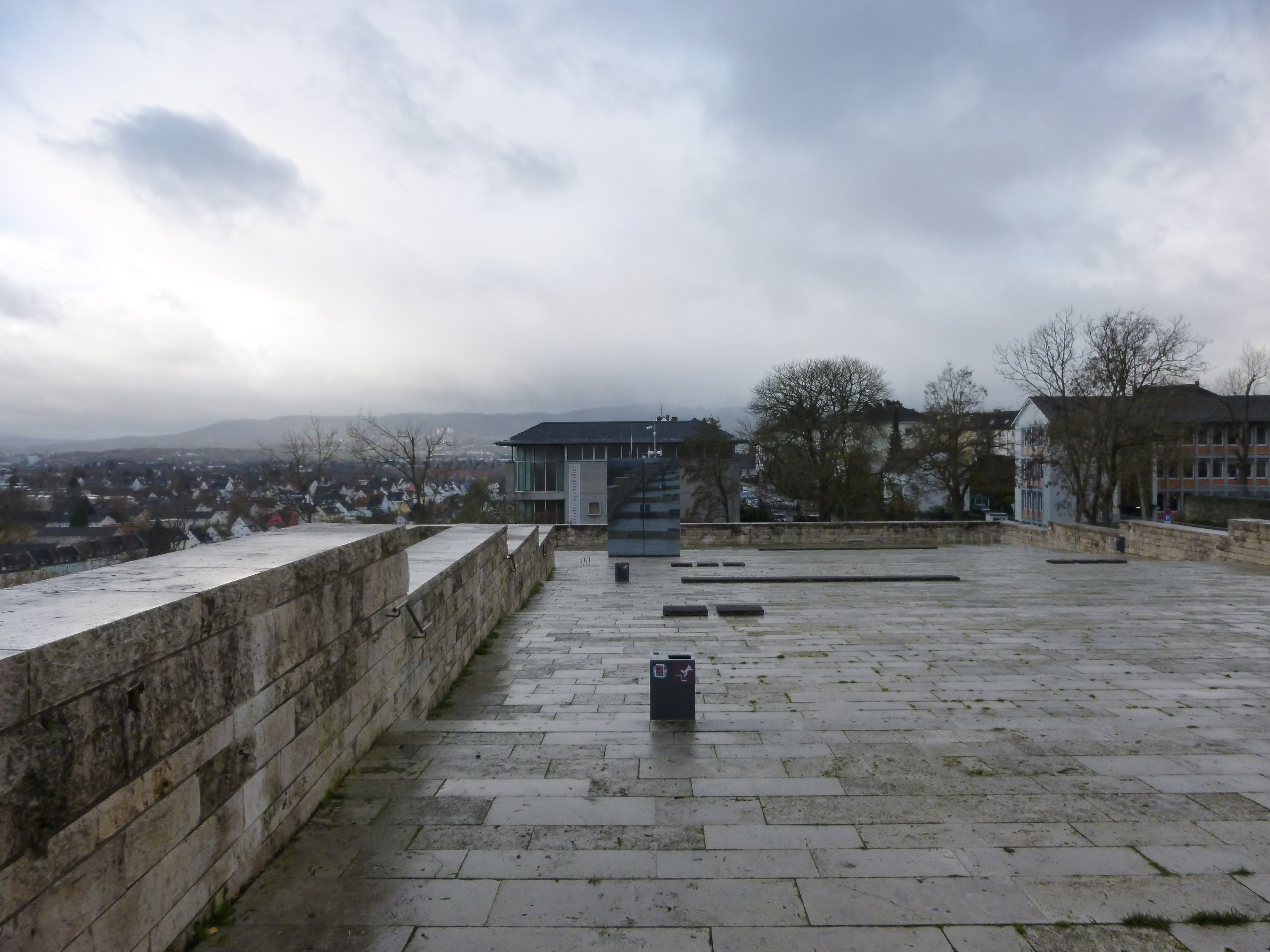
Dachterrasse
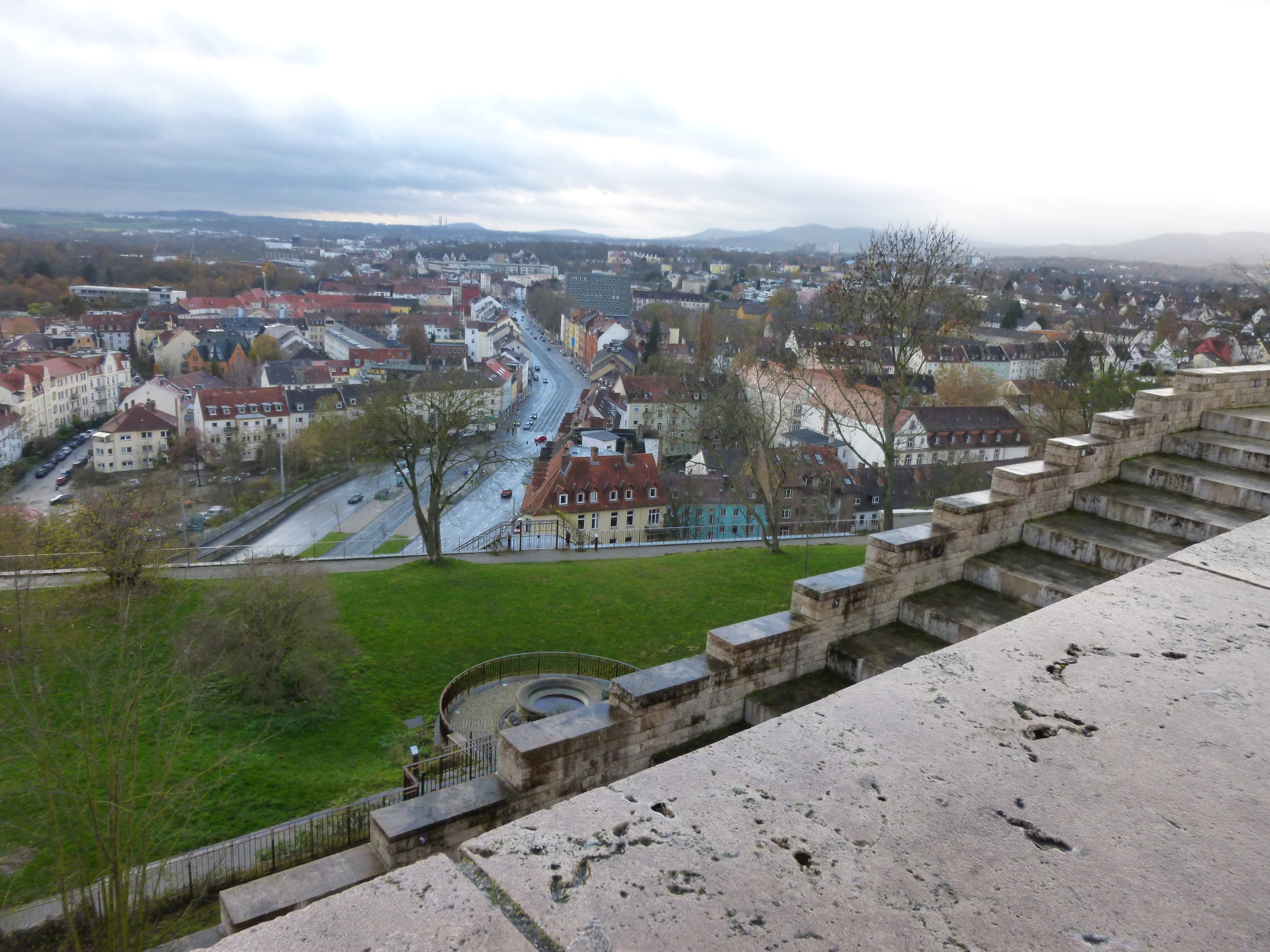
Blick von der Terrasse über Kassel

## Erlebnisraum Grimmwelt

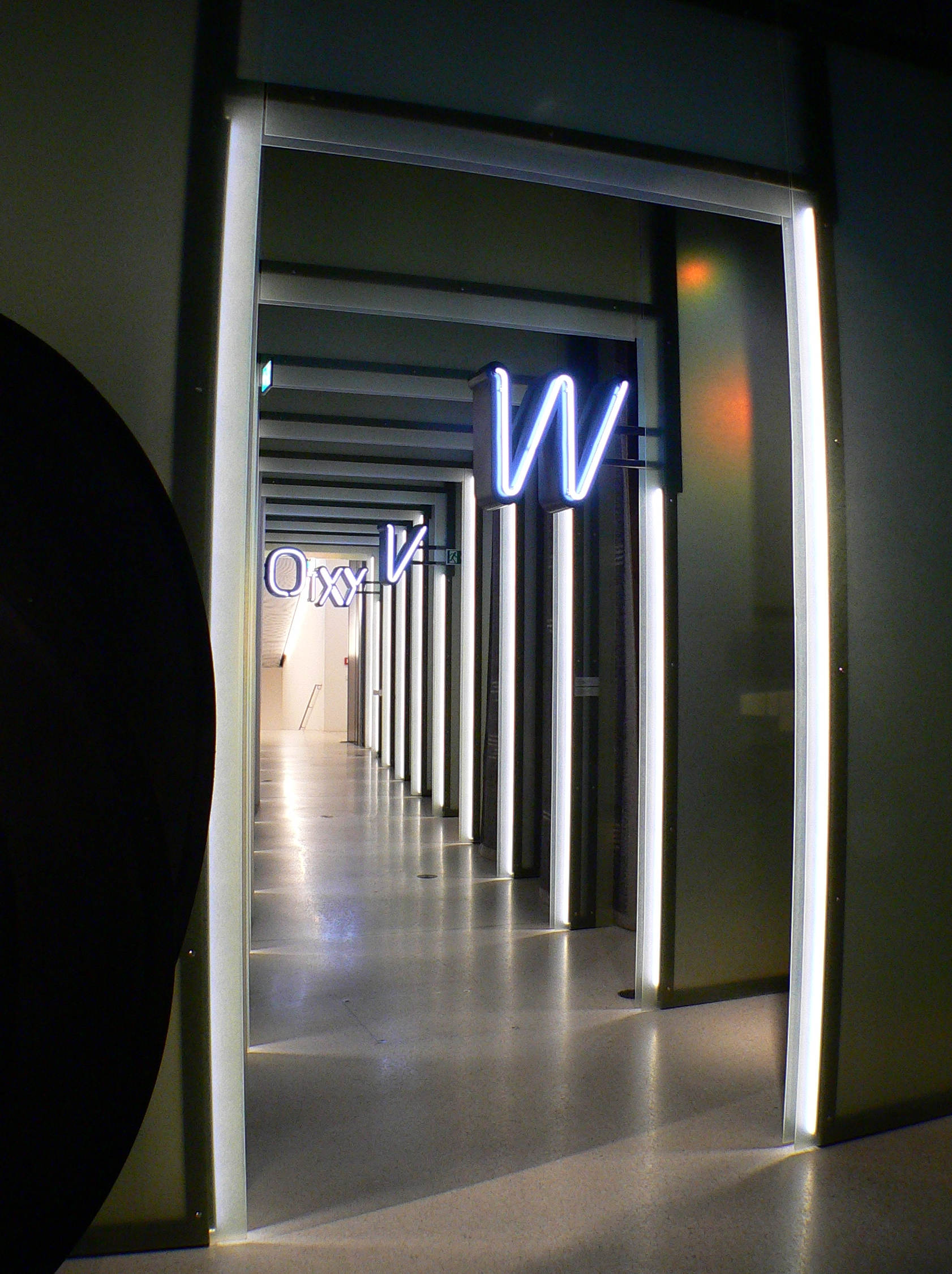
Themengang

Durch den Erlebnisraum Grimmwelt werden die Besucher von Themengängen zu Themenräumen geleitet, die mit großen Leuchtbuchstaben gekennzeichnet sind, wobei die Wege durch die Ausstellung nicht strikt vorgegeben werden. So gelangt man, auch manchmal auf Umwegen, von Ä (wie Ärschlein) bis Z (wie Zettel) und durchquert folgende Bereiche:

### Die Welt der Sprache und der Wörter
- FROTEUFEL: Die Geschichte des Deutschen Wörterbuchs
- WORTARBEIT: Die unendliche Kombinatorik der Sprache
- SPRACHBAUWERK: Die ganze Vielfalt des Deutschen Wörterbuchs

Auf 330 m² stehen das Deutsche Wörterbuch der Brüder Grimm und die deutsche Sprache im Mittelpunkt dieser Abteilung. Sie ist mit den angrenzenden Abteilungen Kosmos und Labor durch ein Modul mit einer Inszenierung des Deutschen Wörterbuchs verbunden. Dafür wird ein differenziertes Angebot mit Spielen, Wissens- und Experimentierstationen angeboten, wobei die Besucher selbst in Aktion treten sollen, um zu erfahren, mit welchen Techniken die Brüder Grimm der Wortfülle der deutschen Sprache Herr wurden.

### Kosmos und Labor
Hier werden die Brüder Grimm als Wissenschaftler für Sprache und Literatur, Recht und Politik dargestellt; auch ihre Wirkung bis heute wird dem Besucher vermittelt.

### Die Welt der Imagination und der Bilder – Märchenwelt
Hier werden vier je 125 m² große, von Künstlern und Designern gestaltete Familien- und kindgerechte Märchenräume zum Werk der Brüder Grimm inszeniert. Dazu gehört ein Multivisionskino, in dem auf zwei Projektionsflächen nebeneinander Ausschnitte von Verfilmungen der Grimm’schen Märchen in einer Endlosschleife gezeigt werden, der „Schimpfworttrichter“ oder der „Sprechende Spiegel“.
- DORNENHECKE: Durch die Dornenhecke in die Welt der Märchen
- ERZÄHLENHÖREN: Der Klang der Grimm’schen Märchen in aller Welt
- HOLZWURZEL: Die Wurzeln des Künstlers Ai Weiwei

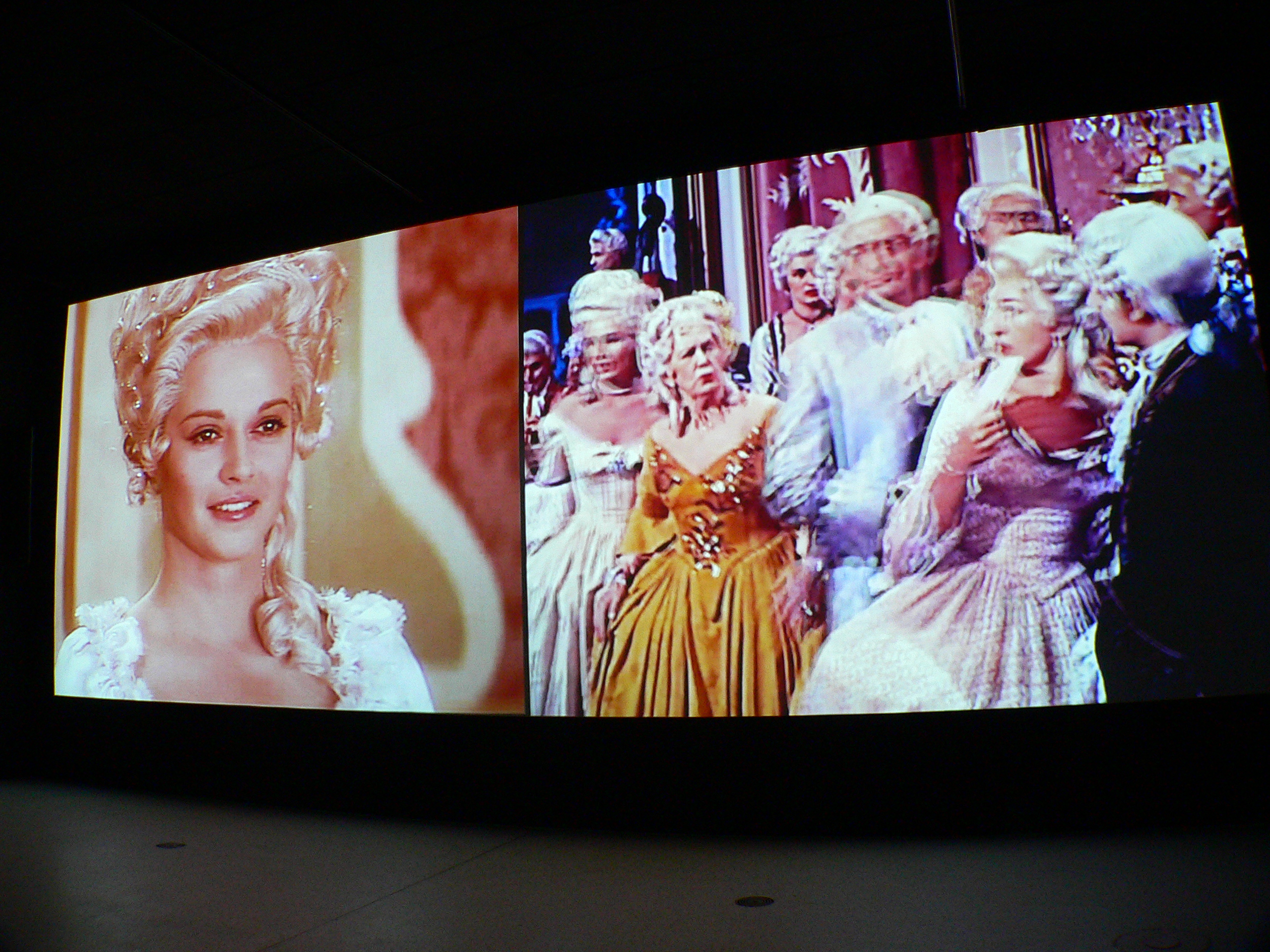
Multivision
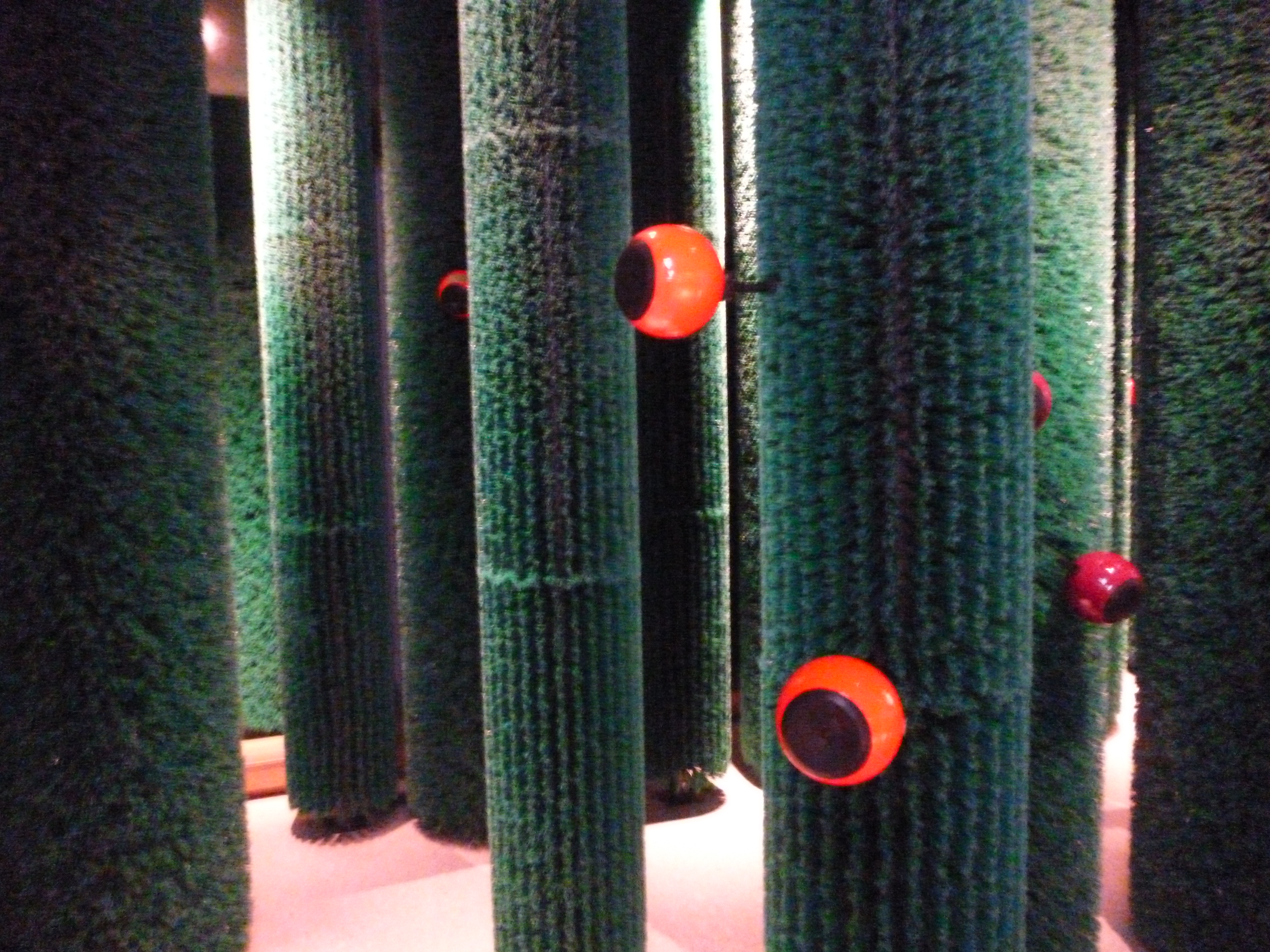
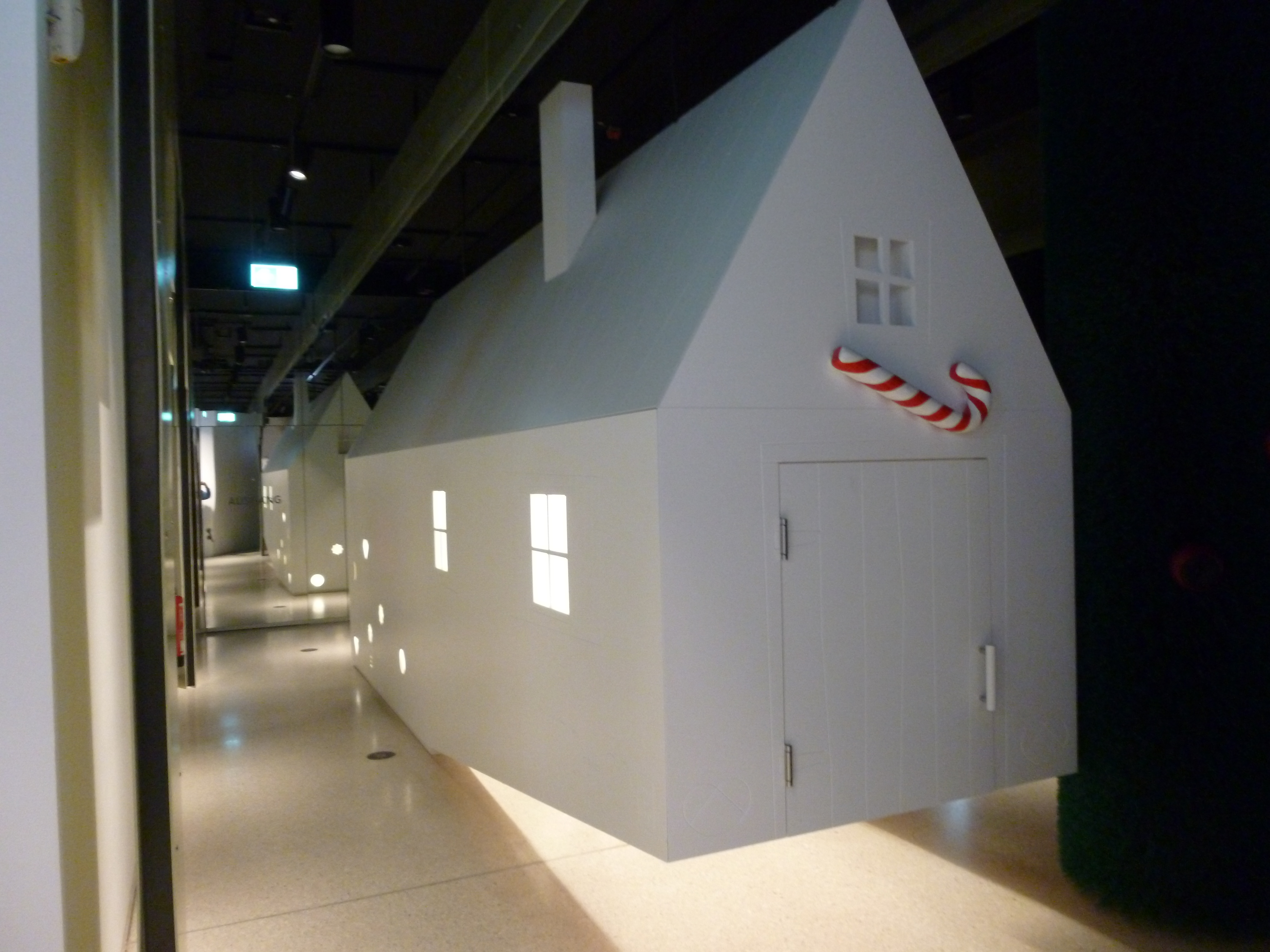
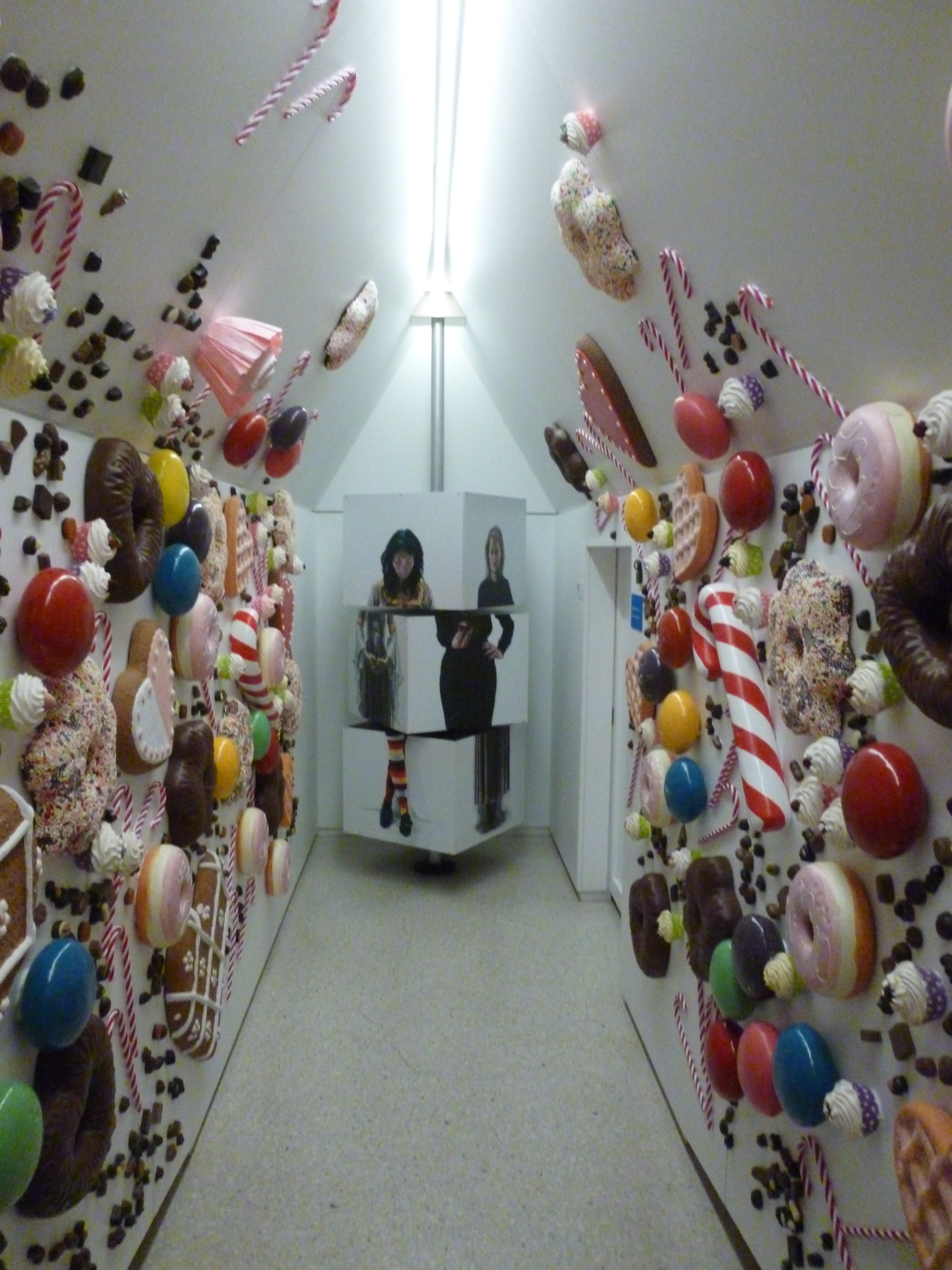
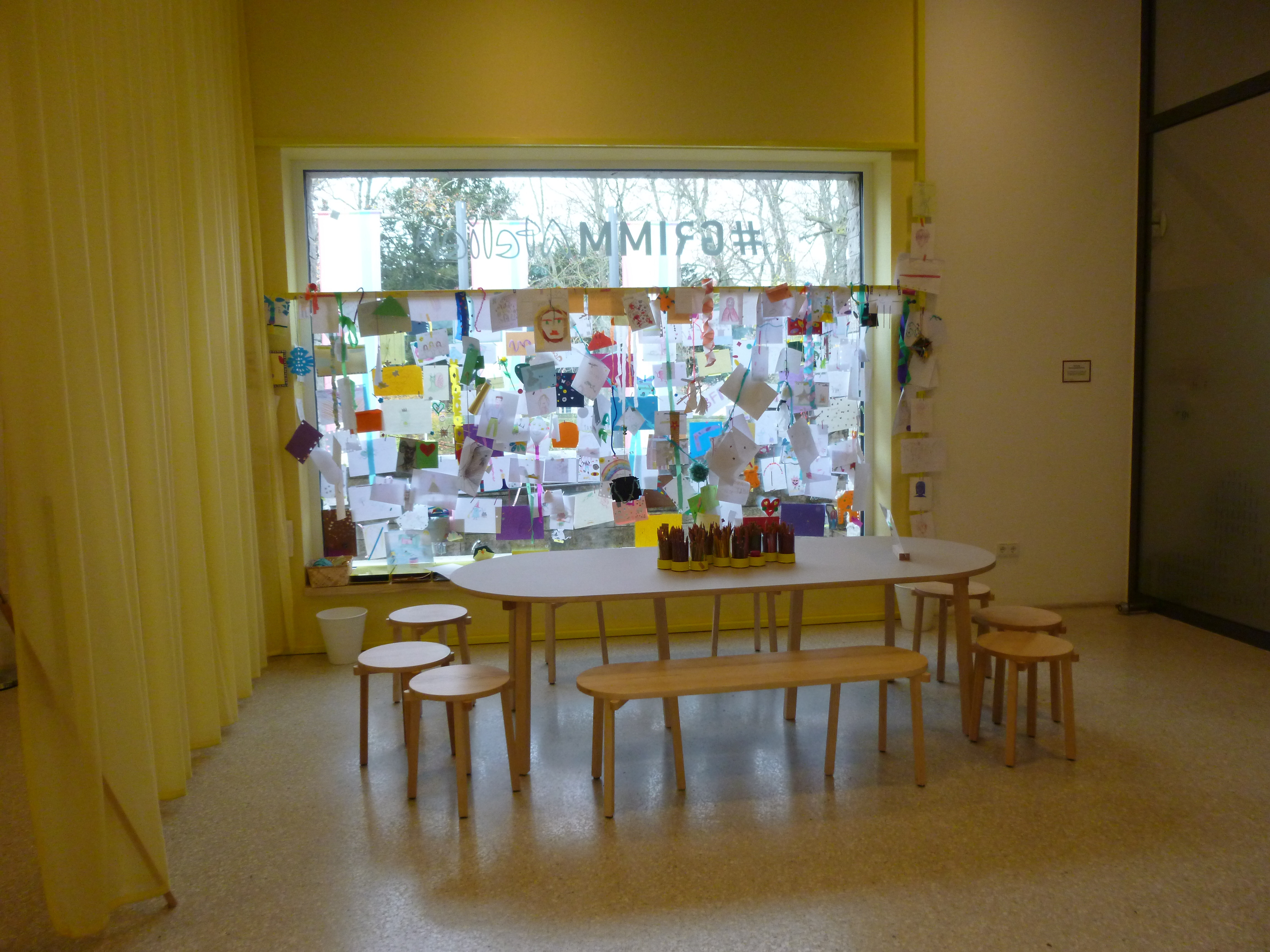

### Die Welt der Brüder Grimm
- LEBENSLÄUFER: Die Biografie der Brüder Grimm in ihren eigenen Worten
- NACHLASZ: Ein Teil des Grimm’schen Hausrats, Möbel, Geschirr und anderes
- QUITTE: Die bürgerliche Küche der Brüder Grimm in Wort und Bild

### Schatzkammer

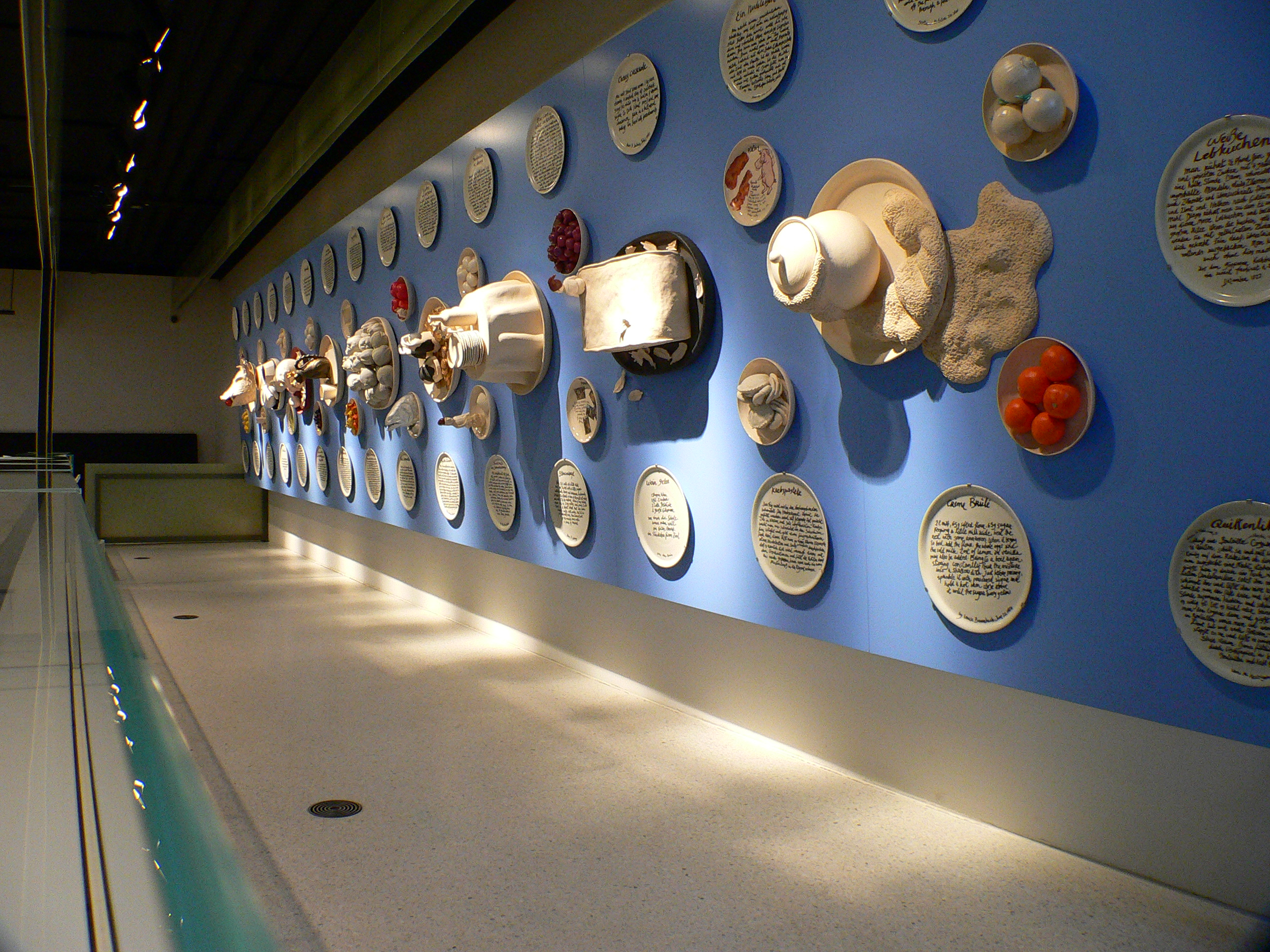
Aufbau Banquet Table Tales Antoni Miralda

Im Vordergrund dieser Abteilung steht das UNESCO-Weltdokumentenerbe – die Handexemplare der Kinder- und Hausmärchen von 1812/1815 mit handschriftlichen Anmerkungen der Brüder Grimm – sowie die komplette Sammlung all ihrer fremdsprachlichen Erscheinungen in Buchform.

## Auszeichnungen
- Die britische Zeitung The Guardian setzte die Grimmwelt Kassel 2015 auf ihre Liste der zehn besten neuen Museen weltweit.[14]
- Gewinner Marketing Preis 2016 „german brand award“ in der Kategorie Kultur und NGO

Für die Architektur des Gebäudes gab es mehrere Auszeichnungen:
- Bau des Jahres 2015 des Architekturmagazins German Architects[15]
- polis Award 2016 für Stadt- und Immobilienentwicklung des Fachmagazins polis. Gewinner im Bereich „Lebenswerter Freiraum“
- Belobigung für Weinberg-Areal mit GRIMMWELT beim Deutschen Städtebaupreis 2016